# Charlie Chaplin
Charlie Chaplin, vlastním jménem Sir Charles Spencer Chaplin (16. dubna 1889 Londýn, Spojené království – 25. prosince 1977 Corsier-sur-Vevey, Švýcarsko), byl britský herec, režisér a scenárista, který patřil k nejslavnějším světovým filmovým tvůrcům 20. století. Byl hlavním tvůrcem svých tragikomicky laděných filmů, které vytvářel převážně sám od námětů přes scénář, režii a někdy až k hudbě. Především však účinkoval v hlavních rolích, v období němého filmu jako tulák.

## Život
Chaplinovi rodiče se živili jako pouliční hudebníci. Matka jeho otce, babička rozená Smith, byla poloviční Romka po své matce, původem z Francie nebo Španělska. Již v roce 1952 nebylo možno nalézt doklad o Chaplinově narození, a proto je jeho původ zčásti obestřen rouškou tajemství. K herectví se dostal už jako osmiletý, když pracoval jako divadelní umělec. Začínal na scénách londýnských kabaretů a music-hallů jako burleskní komik s výrazným pantomimickým talentem. V letech 1906–1907 působil v Caseyho cirkuse a v letech 1907–1913 vystupoval v zájezdovém divadle podnikatele Freda Karna. Největší úspěch slavil s představením Noc v londýnském music-hallu.
V roce 1912 odjel do Spojených států amerických. V Hollywoodu se seznámil s filmovým producentem a režisérem Mackem Sennettem, s nímž společně podepsal produkční smlouvu s filmovou společností Keystone, specializující se na natáčení grotesek. V roce 1914 vytvořil jednu z nejslavnějších filmových postav – komickou postavu tuláka Charlieho s neodmyslitelnou buřinkou, hůlkou a knírem kartáčkem, která se stala celosvětově slavnou. Chaplin byl první, kdo do kinematografie vnesl opravdové lidské hodnoty. Po formální stránce diváky příliš neoslňoval filmovou montáží (scény natáčel většinou v polocelkových či celkových záběrech bez dynamických střihů).
Po druhé světové válce se názorově rozešel s filmovým Hollywoodem. V roce 1953 mu po pobytu mimo Spojené státy americké pro jeho „neamerickou činnost“ nebyl umožněn návrat. Stal se obětí mccarthismu. Usadil se tedy ve Švýcarsku. Návrat do Spojených států amerických mu povolili až v roce 1972, kdy mu byl udělen čestný Oscar za celoživotní dílo.
Jeho druhou ženou byla Lita Grey. Roku 1925 se jim narodil syn Charles Chaplin mladší. Roku 1926 pak Sydney Chaplin. Manželství se však roku 1927 rozpadlo.
Chaplinův nejstarší syn Charles se snažil prosadit jako herec. Podle slov své matky měl talent po otci. Jeho kariéru však překazila jeho smrt v roce 1968.
Jeho poslední manželkou byla Oona O'Neillová, dcera dramatika Eugena O'Neilla, se kterou měl celkem osm dětí. Nejstarší dcera z tohoto manželství, Geraldine Chaplinová, se stala tanečnicí a herečkou. Dnes má hvězdu na Hollywoodském chodníku slávy.

## Autobiografie
Chaplin uměl své myšlenky vyjadřovat nejen na filmovém plátně a hudebně. Dokladem toho je jeho vlastní biografie s názvem Můj životopis (1964), který v češtině vyšel poprvé již o tři roky později v překladu Františka Vrby. V knize se autor zcela bez skrupulí ohlíží za svým životem a popisuje jednotlivé události tak, jak je vnímal. Dokumentuje svou cestu k úspěchu v dobových souvislostech se všemi okolnostmi, které jej provázely. Velkou část knihy věnuje svému chudému dětství. Snaží se také objasnit některé kauzy, které v závěru jeho života nechaly poklesnout jeho popularitu v USA. Celá kniha je krásný příběh člověka, který se nebál stát si za svým, je si vědom svých předností i chyb, výher i životních zklamání a dokládá Chaplinovu schopnost kritického myšlení. Navíc je biografie propletená mnoha zajímavými myšlenkami o politice, umění, mezilidských vztazích, společnosti a životě vůbec.

## Filmografie

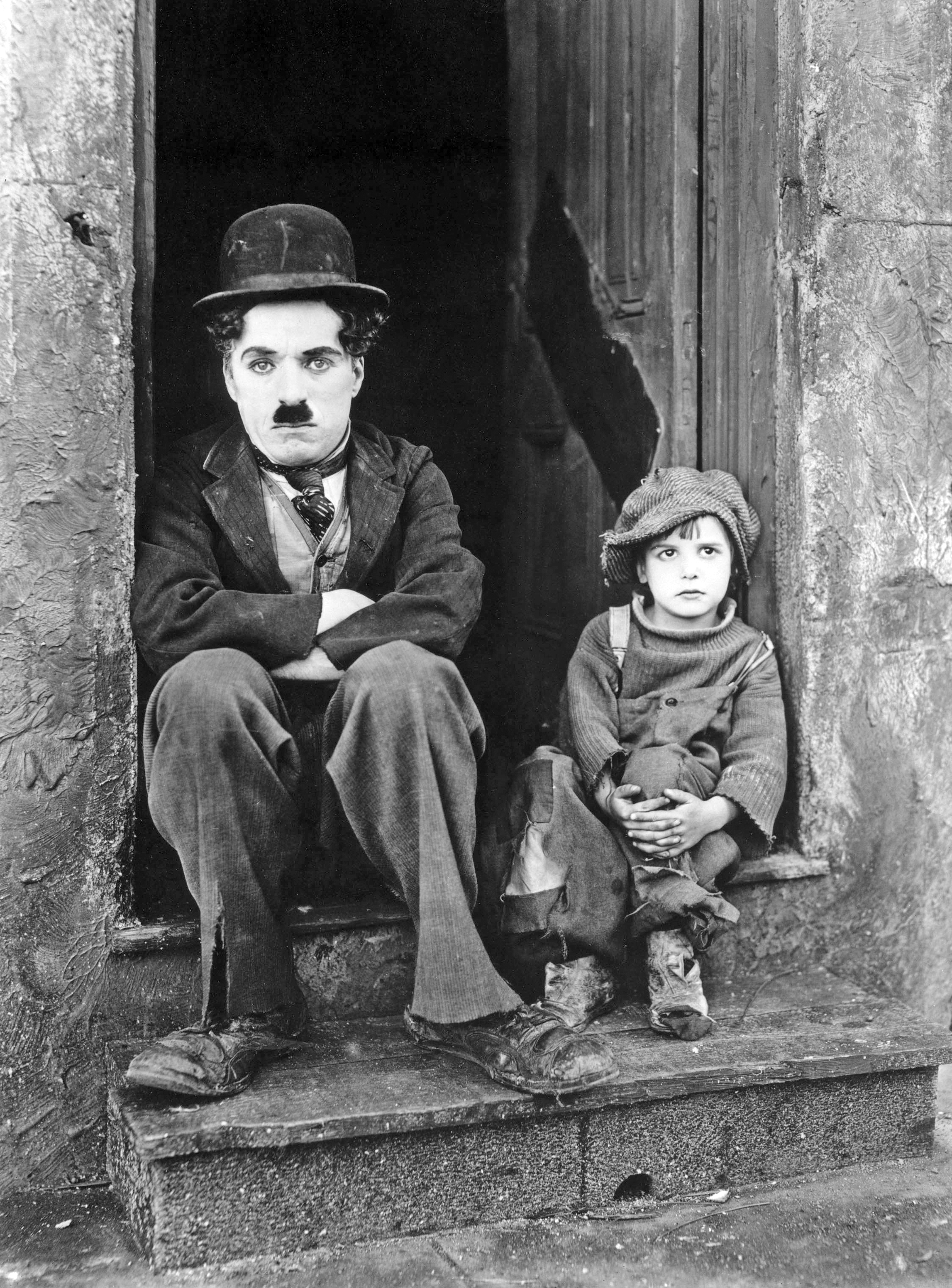
Chaplin a Jackie Coogan ve filmu Kid (1921)

Za svou dlouhou filmovou kariéru natočil kolem devadesáti filmů. K většině z nich napsal scénář, sám je režíroval a vytvořil v nich i hlavní roli. Později, již v éře zvukového filmu, skládal ke svým novým filmům, ale i slavným němým filmům, i vlastní hudební doprovod. Poprvé se na filmovém plátně objevil v roce 1914, kde si svůj debut odbyl ve snímku Chaplin si vydělává na živobytí (Making a Living; 1914) filmové společnosti Keystone Studios, se kterou na sklonku roku 1913 podepsal jednoletý kontrakt, a pro kterou v průběhu tohoto jednoho roku natočil celkem 35 krátkých filmů a jeden dlouhometrážní.

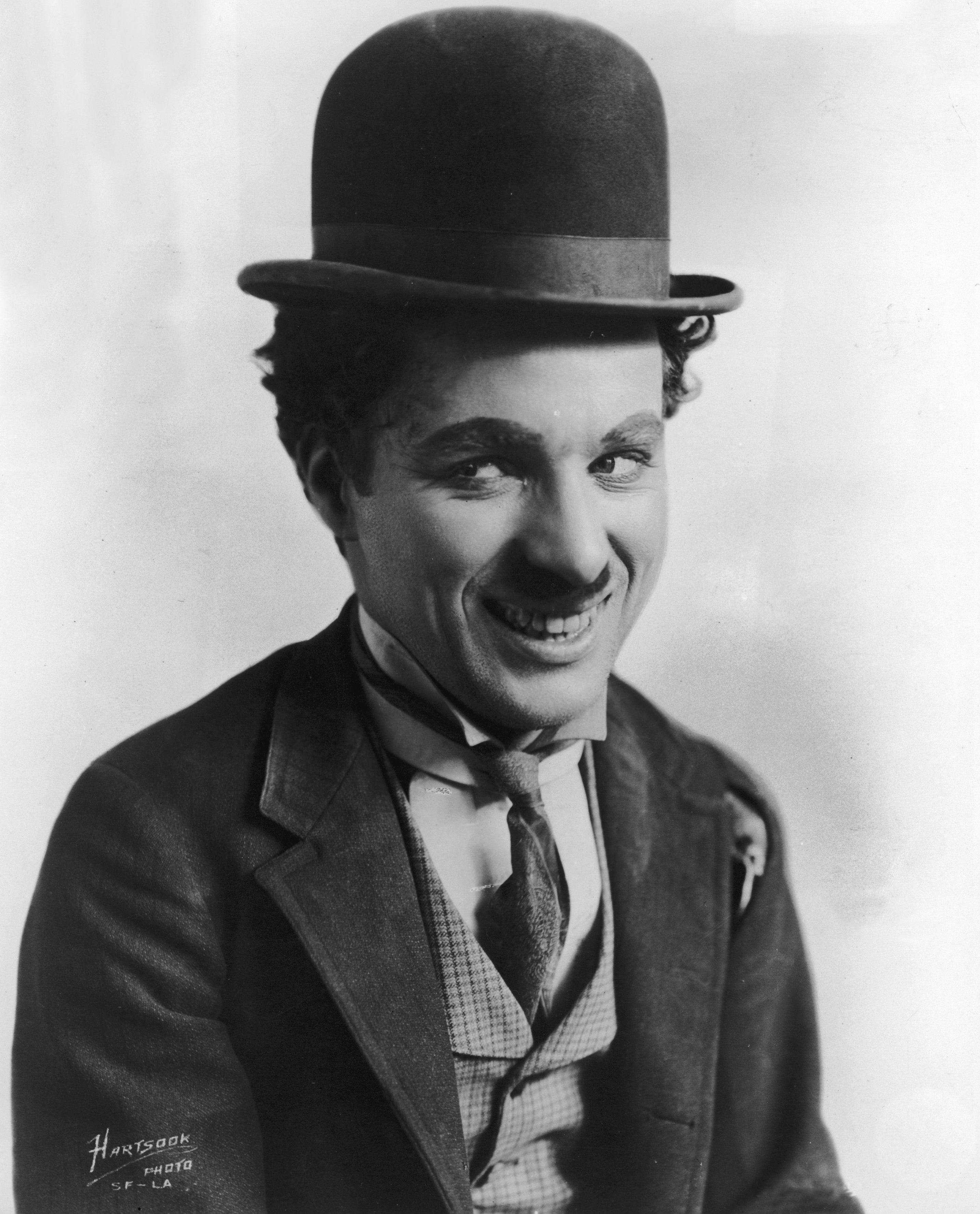
Charlie Chaplin ve své nejznámější roli Tuláka

Na konci roku 1914 podepsal nový kontrakt s majiteli společnosti Essaney, pro kterou natočil 15 krátkých filmů. Po neshodách společnost na začátku roku 1916 opustil a podepsal smlouvu na 12 dvoudílných komedií se společností Mutual Film Corporation. Těchto 12 krátkých filmů je považováno za vrchol jeho krátkometrážní tvorby a k nejznámějším patří snímky Chaplin hasičem (The Fireman; 1916), Chaplin vystěhovalcem (The Immigrant; 1917), Chaplin odhadcem v zastavárně (The Pawnshop; 1916) a především snímek Chaplin strážcem veřejného pořádku (Easy Street; 1917).
V roce 1919 společně s Mary Pickfordovou, Douglasem Fairbanksem a Davidem Wark Griffithem založil filmovou společnost United Artists, pro kterou v letech 1923 až 1952 výhradně natočil své filmy, mezi jinými i Zlaté opojení (The Gold Rush; 1925), Světla velkoměsta (City Lights; 1931), Moderní dobu (Modern Times; 1936) a Diktátor (The Great Dictator; 1940). Naposledy se na filmovém plátně mihl v malé roli lodního stevarda ve snímku Hraběnka z Hongkongu (A Countess from Hong Kong) z roku 1967, ke kterému napsal scénář, režíroval jej a složil k němu hudební doprovod.

## Citát

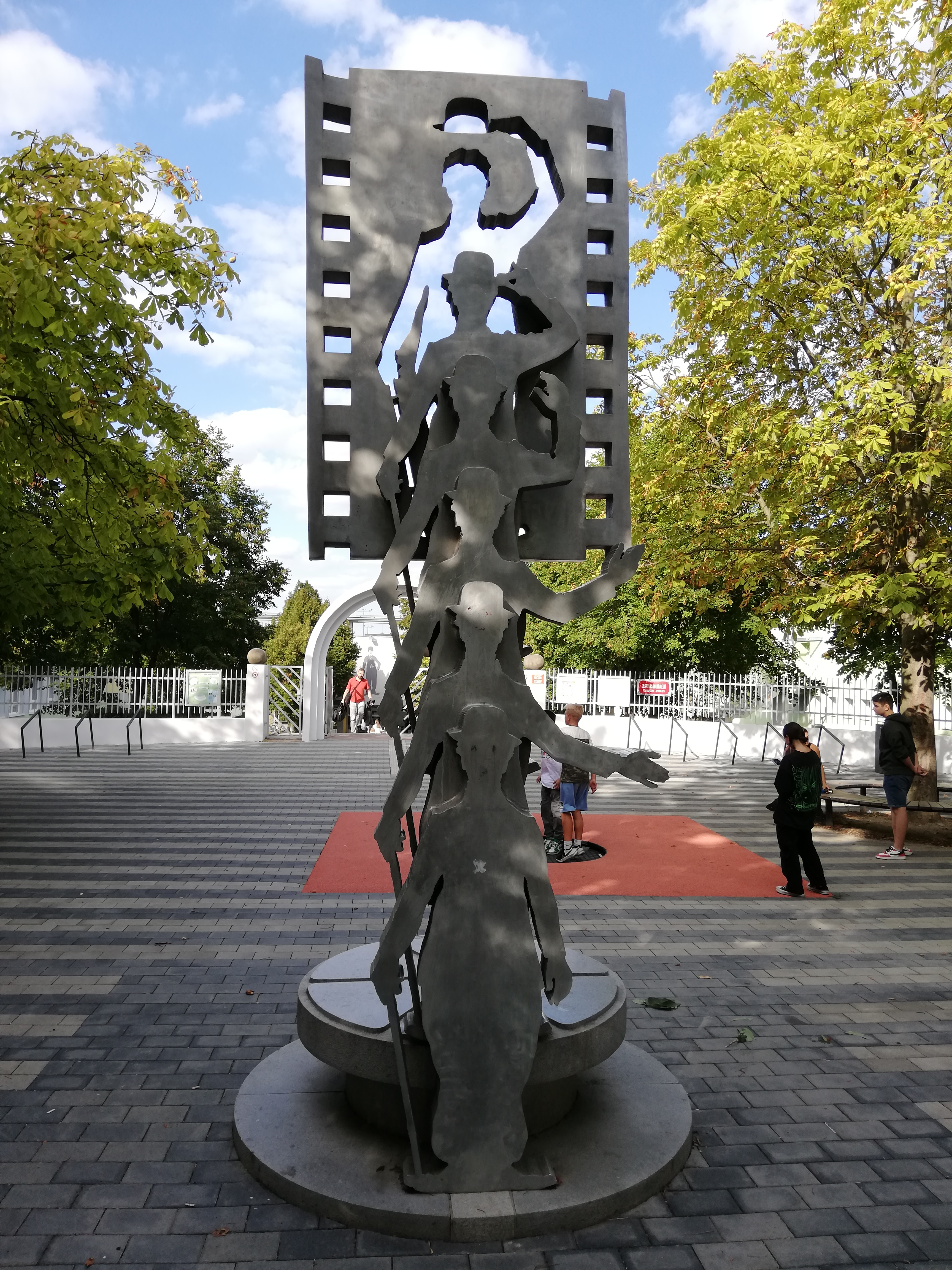
"Chaplin - Plastika němého filmu" od Vladimíra Preclíka v dolní části Chaplinova náměstí na sídlišti Barrandov v Praze

| „               | Charles Spencer Chaplin je jeden z hrstky geniů našeho století. Jsem pevně přesvědčen, že s perspektivou času se ocitne v jedné řadě s Moliérem, Aristofanem – ve stejném patře s G. B. Shawem... a – v oboru technického objevitelství – ne tak daleko od Shakespeara, jak se na první pohled zdá. Jeho pionýrství v oboru filmové dramaturgie a režie dosud nikdo ani nezačal studovat. Kdyby z kteréhokoliv dnešního filmu kdekoliv na světě bylo možno vystřihnout tradice, symboly, výrazové a technické prostředky, jež Chaplin objevil a zavedl, zbyly by z nejskvělejších současných filmů nesmyslné cáry. | “ |
| — Jiří Voskovec | |   |

## Chaplin a Československo
- V roce 1908 vystoupila Karnova skupina na scéně pražského divadla Varieté v Karlíně (dnešní Hudební divadlo). Je tedy možné, že mezi účinkujícími se objevil i mladý Chaplin[7] stejně jako další člen skupiny, jistý Stanley Artur Jefferson, známý později pod jménem Stan Laurel. Chaplinovo účinkování v Praze potvrzuje i jeho vnučka Kiera, která také uvádí, že dědeček měl Československo rád.
- Předsednictvo brněnského avantgardního uměleckého sdružení Devětsil nabídlo v roce 1925 Chaplinovi (osloveni byli také Douglas Fairbanks a Harold Lloyd) čestné členství, které v dopise ze dne 25. května 1925 Chaplin přijal.
- O Chaplinovi psali i významní čeští spisovatelé. Karel Čapek uveřejnil v roce 1925 v Lidových novinách oslavný (obdivný) fejeton s názvem Chaplin čili O realismu, Vítězslav Nezval napsal ve dvacátých letech filmové libreto Charlie před soudem: improvizovaná chapliniáda o 2 epochách.

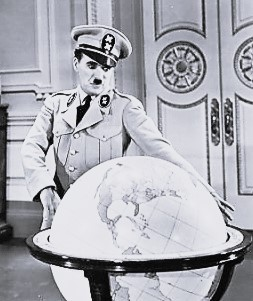
Chaplin zparodoval Adolfa Hitlera v satirické komedii Diktátor (1940)

- Od konce dvacátých let se v Chaplinově osobní blízkosti začíná objevovat český herec Rudolf Myzet, který se stává jeho přítelem. Počínaje filmem Cirkus (The Circus; 1928) se v malých rolích objevuje ve všech jeho následujících filmech až do svého návratu do Československa (celkem jich bylo 5).
- V roce 1946 věnoval Chaplin Československému kinematografickému muzeu při Technickém muzeu v Praze několik rekvizit, které spoluvytvářely vnější podobu jeho tuláka – buřinku, boty a ratanovou hůlku.

## Zajímavosti
- Charlie Chaplin byl mimo jiné pacifista a silný odpůrce fašismu.
- Adolfa Hitlera prý jeho film Diktátor rozzuřil k nepříčetnosti, což Charlie považoval za jeden ze svých životních úspěchů.
- Charlie Chaplin se významně angažoval ve sbírce na znovuvybudování Lidic.
- Jednou se tajně zúčastnil soutěže napodobitelů Charlieho Chaplina.[8]